# Lestricus secalis
Lestricus secalis – gatunek błonkówek z rodziny męczelkowatych. Jedyny przedstawiciel rodzaju Lestricus.

## Zasięg występowania
Europa, gatunek szeroko rozpowszechniony. Notowany w Bułgarii, Czechach, Finlandii, we Francji, w Hiszpanii, Holandii, na Litwie, Łotwie, w Niemczech, Norwegii, Polsce, Rosji (okolice Sankt Petersburga), Rumunii na Słowacji, w Szwajcarii, Szwecji, na Węgrzech, w Wielkiej Brytanii i we Włoszech.

## Budowa ciała
Cechą charakterystyczną tego gatunku jest silne zgrubienie ud przednich nóg.
U samicy głowa jest ciemnobrązowa, zaś czułki i reszta ciała oraz pterostygma - czarne.

## Biologia i ekologia
Lestricus secalis jest koinobiontycznym parazytoidem larw chrząszczy z rodziny kózkowatych (ewentualnie innych rodzin), żywiących się drewnem drzew i krzewów. Jako żywicieli notowano m.in. kozulkę sosnówkę i Pogonocherus decoratus (oba  żerujące na martwych bądź obumierających gałęziach sosny zwyczajnej), Pogonocherus sturanii (endemit Półwyspu Iberyjskiego żerujący na gałęziach sosny czarnej spp. salzmanii i sosny alepskiej), a także kozulke kolcokrywkę(żerującą pod korą różnych drzew i krzewów liściastych) i Leiopus nebulosus (żerującego głównie na dębach i bukach).